# كاتيا سامبوكا
كاتيا سامبوكا (من مواليد يكاترينا ميخائيلوفا، 27 أغسطس 1991) مغنية وممثلة ومقدمة برامج تلفزيونية روسية، هي متزوجة من بوب جاك، وهو مخرج أفلام، وهي شخصية في روايته بور-نو!

## نشأتها
ولدت كاتيا في سان بطرسبرغ. كان والدها عامل بناء، بينما كانت والدتها لاعبة جمباز سابقة. لديها أصل إستوني من جدتها الأم. في سن 15 ، استخدمت كاتيا كنموذج لدمية الفتيات، «بوبي» ، المصنعة في لندن. بعد مغادرة المدرسة تدربت كطباخة. أثناء العمل في أحد مطاعم سان بطرسبرغ، قابلت ميك جاغر من فرقة رولينج ستونز، التي أخبرتها أن تتبادل الطهي من أجل عرض الأزياء ودعوتها إلى القدوم إلى أمريكا.

## حياتها
أعطيت كاتيا اسم «سامبوكا» من قبل بوب جاك (الاسم الحقيقي سيرجي ميخائيلوف) ، الذي تزوجته في سن ال 16. للزوجين ابنة، زفانا، سميت على اسم الفندق في فولخوف حيث فقد ميخائيلوف عذريته.

## روابط خارجية
- OfficialSambucaعلى تويتر.
- قناة Katya Sambuca  على يوتيوب